# سیارک ۳۶۱
سیارک ۳۶۱ (به انگلیسی: 361 Bononia، نامگذاری:1893P) سیصد و شصت و یکمین سیارک کشف شده‌است که در ۱۱ مارس ۱۸۹۳ و در نیس کشف شد.
قدر مطلق سیارک برابر ۸٫۲۲ است.